# سبارينغ

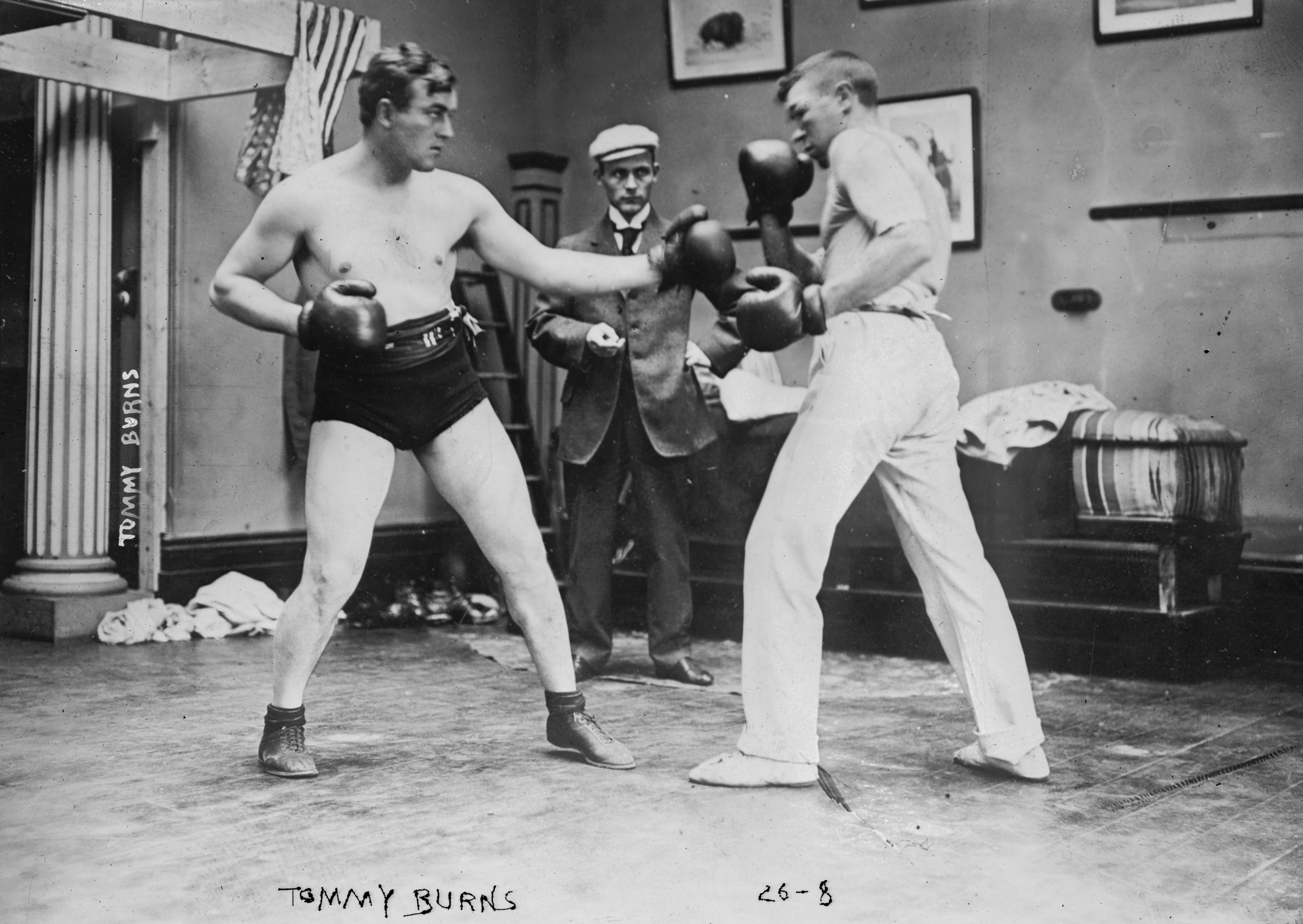
تومي بيرنز خلال جلسة سبارينغ

سبارينغ (بالإنجليزية: Sparring)‏ هو شكل من أشكال التدريب الشائع في العديد من الرياضات القتالية. على الرغم من اختلاف الشكل الدقيق، إلا أنه في الأساس قتال «حر» نسبيًا، مع وجود قواعد أو عادات أو اتفاقيات كافية لتقليل الإصابات. وبالتالي، يُطلق على المناظرة الجدلية أحيانًا اسم سبارينغ.

## فنون القتال المختلطة
هناك الكثير من الجدل في فنون القتال المختلطة حول فوائد السبارينغ بالاتصال الكامل مقابل الإصابات التي تهدد المسيرة المهنية. اضظر المقاتل السابق في يو إف سي جيمي فارنر إلى الاعتزال المبكر لأنه تعرض لصدمات كبيرة في الرأس أثناء سبارينغ.
بطلا وزن الوسط السابقان في يو إف سي روبي لولر وجوني هيندريكس لا يمارسان السبارينغ بشكل كامل.